# Čazma
Čazma (pronunciado en portugués y español: Chasma) es una ciudad de Croacia en el condado de Bjelovar-Bilogora.

## Geografía
Está situada a 60 kilómetros al sudeste de Zagreb y a sólo 30 kilómetros del centro de la región de Bjelovar. Čazma se encuentra en las faldas de Moslavačka gora, rodeada por fértiles tierras bajas. El río Česma fluye al este de la población y el pequeño río Glogovnica también irriga las cercanías.

## Demografía
En el censo 2011 el total de población del municipio fue de 8 077 habitantes, distribuidos en las siguientes localidades:
- Andigola
- Bojana
- Bosiljevo
- Cerina
- Dapci
- Dereza
- Donji Draganec
- Donji Dragičevci
- Donji Miklouš
- Gornji Draganec
- Gornji Dragičevci
- Gornji Miklouš
- Grabik
- Grabovnica
- Komuševac
- Marčani
- Milaševac
- Novo Selo
- Općevac
- Palančani
- Pobjenik
- Pobrđani
- Prnjavorac
- Prokljuvani
- Sišćani
- Sovari
- Suhaja
- Vagovina
- Vrtlinska
- Vučani
- Zdenčec

| Gráfica de población de Čazma 1857-2011                             |
|                                                                     |
| Según los censos de población de la oficina estadística de Croacia. |

## Historia
La ciudad de Čazma es una de las más antiugas de la República de Croacia. Ya era mencionada en 1094, cuando el rey húngaro Ladislao I de Hungría concedió Čazma como posesión al obispo de Zagreb. El año que se indica como el de la fundación de Čazma es 1226, cuando el obispo Stjepan II Babonić estableció una parroquia, construyendo un monasterio dominicano y la iglesia de Santa María Magdalena, que dio a la parroquia su actual nombre. La iglesia es el único monumento que se conserva de los primeros años de los ocho siglos de historia escrita de la ciudad. Es un ejemplo único de arquitectura románica en el norte de Croacia, y los expertos comparan su valor con el de la catedral de Zagreb. El órgano de la iglesia, construido en 1767, es uno de los más bellos de toda Croacia.

## Economía
La economía de Čazma está basada en las pequeñas y medianas empresas que manufacturan los productos finales a partir de bienes naturales. Los tenderos, junto con los manufactureros agrícolas, dirigen su desarrollo hacia el sector servicios, la producción y el potencial turístico. 
La mitad de la región donde se sitúa la ciudad de Čazma se extiende sobre una tierra eminentemente agrícola, y no más del 44% corresponde a terreno forestal. La riqueza mineral de los suelos se basa fundamentalmente en la arena silícea, la arcilla, etc., y especialmente, en los manantiales de agua potable de gran calidad, y dicha riqueza propicia numerosas inversiones y construcción de plantas, infraestructuras y líneas de producción en la zona. 
La empresa más conocida de Čazma es Čazmatrans, una compañía de transportes creada en 1949.